# Alf Smith

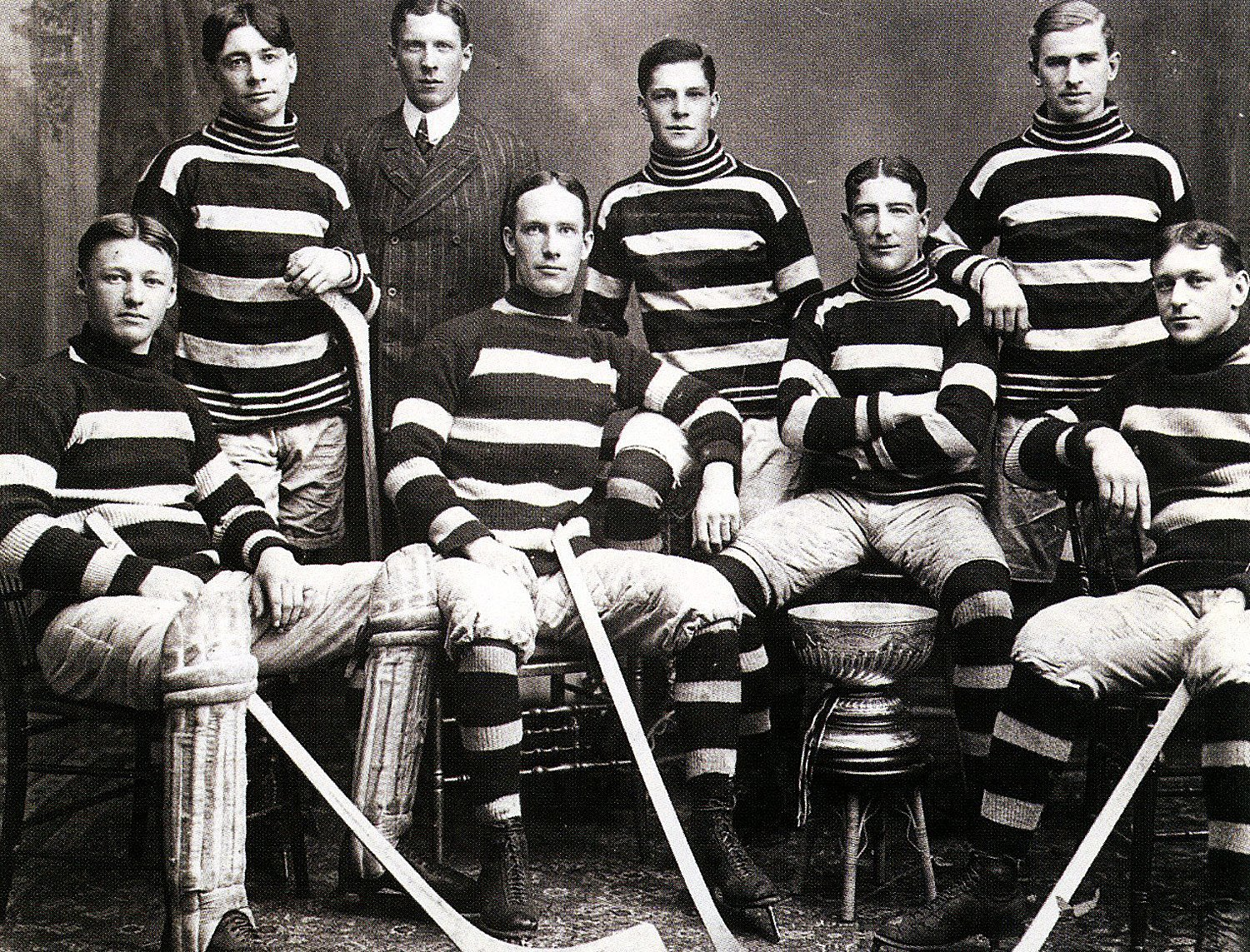
Alf Smith, trea från höger, med Ottawa Hockey Club och Stanley Cup 1905.

Alfred Edward Smith, född 3 juni 1873 i Ottawa, död 21 augusti 1953 i Ottawa, var en kanadensisk ishockeyspelare och ishockeytränare.

## Karriär
Alf Smith spelade för Ottawa Hockey Club i Amateur Hockey Association of Canada, Canadian Amateur Hockey League, Federal Amateur Hockey League och Eastern Canada Amateur Hockey Association åren 1895–1909. Med Ottawa Hockey Club vann Smith tre raka Stanley Cup som tränare och spelande tränare åren 1903–1905. Smith spelade i en kedja med lagets storstjärna Frank McGee och gjorde rum för honom med sin oömma spelstil.
Under sin karriär spelade Alf Smith även för Pittsburgh Athletic Club, Duquesne Athletic Club och Pittsburgh Bankers i Western Pennsylvania Hockey League, samt fem matcher för Kenora Thistles säsongen 1906–07. Hans yngre bröder Harry Smith och Tommy Smith var även de framgångsrika ishockeyspelare.
Alf Smith var en av de bryskaste spelarna under sin era och är en av få ishockeyspelare som har blivit fälld i rättslig instans för ett överfall på isen. Efter en match den 12 januari 1907 mellan Ottawa Hockey Club och Montreal Wanderers i Eastern Canada Amateur Hockey Association, under vilken Smith skrinnade fram och klubbade Montreal Wanderers back Hod Stuart medvetslös, arresterades han av polisen i Montreal och tilldömdes senare en bötessumma.
1962 valdes Alf Smith in som ärad medlem i Hockey Hall of Fame.

## Statistik
WPHL = Western Pennsylvania Hockey League, CAHL = Canadian Amateur Hockey League, FAHL = Federal Amateur Hockey League, ECAHA = Eastern Canada Amateur Hockey Association, FHL = Federal Hockey League
| 1894–95            | Ottawa Hockey Club       | AHAC               | 8  | 5  | 0 | 5  | –  | —  | —  | — | —  | —  |
| 1895–96            | Ottawa Hockey Club       | AHAC               | 8  | 7  | 0 | 7  | —  | —  | —  | — | —  | —  |
| 1896–97            | Ottawa Hockey Club       | AHAC               | 8  | 12 | 0 | 12 | —  | –  | –  | – | –  | —  |
| 1901–02            | Pittsburgh Athletic Club | WPHL               | 14 | 11 | 9 | 20 | 17 | –  | –  | – | –  | —  |
| 1903               | Ottawa Hockey Club       | CAHL               | –  | –  | – | –  | –  | –  | –  | – | —  | –  |
| 1904               | Ottawa Hockey Club       | CAHL               | 4  | 8  | 0 | 8  | 6  | –  | –  | – | –  | —  |
|                    |                          | Stanley Cup        | –  | –  | – | –  | –  | 7  | 13 | 0 | 13 | 20 |
| 1904–05            | Ottawa Hockey Club       | FAHL               | 8  | 13 | 0 | 13 | 30 | —  | —  | — | —  | —  |
|                    |                          | Stanley Cup        | –  | –  | – | –  | –  | 5  | 11 | 0 | 11 | 9  |
| 1906               | Ottawa Hockey Club       | ECAHA              | 10 | 13 | 0 | 13 | 36 | 2  | 1  | 0 | 1  | 0  |
|                    |                          | Stanley Cup        | –  | –  | – | –  | —  | 4  | 7  | 0 | 7  | 6  |
| 1907               | Ottawa Hockey Club       | ECAHA              | 9  | 17 | 0 | 17 | 19 | —  | —  | — | —  | —  |
|                    | Kenora Thistles          | MHL-Pro            | 1  | 2  | 0 | 2  | –  | 2  | 1  | 0 | 1  | 3  |
|                    | Kenora Thistles          | Stanley Cup        | –  | –  | – | –  | –  | 2  | 2  | 0 | 2  | 3  |
| 1907–08            | Ottawa Hockey Club       | ECAHA              | 9  | 12 | 0 | 12 | 20 | –  | –  | – | –  | –  |
| 1908–09            | Duquesne Athletic Club   | WPHL               | 2  | 3  | 0 | 3  | –  | —  | —  | — | —  | —  |
|                    | Pittsburgh Bankers       | WPHL               | 3  | 2  | 0 | 2  | –  | —  | —  | — | —  | —  |
| 1909               | Ottawa Senators, FHL     | FHL                | 1  | 1  | 0 | 1  | 0  | —  | —  | — | —  | —  |
| WPHL totalt        | WPHL totalt              | WPHL totalt        | 19 | 16 | 9 | 25 | 17 | –  | –  | – | –  | –  |
| ECAHA totalt       | ECAHA totalt             | ECAHA totalt       | 28 | 42 | 0 | 42 | 75 | 2  | 1  | 0 | 1  | 0  |
| Stanley Cup totalt | Stanley Cup totalt       | Stanley Cup totalt | –  | –  | – | –  | –  | 18 | 33 | 0 | 33 | 38 |